# Harpenna denticulata
Genre
Espèce
Harpenna denticulata, unique représentant du genre Harpenna, est une espèce d'opilions laniatores de la famille des Assamiidae.

## Distribution
Cette espèce est endémique du Maharashtra en Inde. Elle se rencontre vers Kalyan.

## Description
Le syntype mesure 3,5 mm

## Publication originale
- Roewer, 1935 : « Alte und neue Assamiidae. Weitere Weberknechte VIII (8. Ergänzung der "Weberknechte der Erde" 1923). » Veröffentlichungen aus dem Deutschen Kolonial- und Übersee-Museum in Bremen, vol. 1, no 3, p. 1–168.